# Bilka, Peremîșleanî
Bilka (în ucraineană Білка) este un sat în comuna Briuhovîci din raionul Peremîșleanî, regiunea Liov, Ucraina.

## Demografie
Componența lingvistică a localității Bilka
     Ucraineană (100%)
Conform recensământului din 2001, toată populația localității Bilka era vorbitoare de ucraineană (100%).